# Flora Kavkaza
Flora Kavkaza (abreviado Fl. Kavkaza [Grossheim] o Fl. Kavkaza (ed. 2) es una serie de libros con ilustraciones y descripciones botánicas que fueron escritos por el botánico ruso Aleksandr Grossheim. Fueron publicados 7 volúmenes en los años 1939-1967.